# Athlétisme tunisien aux Jeux méditerranéens
L'équipe de Tunisie d'athlétisme a participé à quinze éditions des Jeux méditerranéens. Elle a remporté un total de 61 médailles dont 18 médailles d’or. L’athlète le plus titré demeure Mohammed Gammoudi avec quatre médailles d’or obtenues en deux éditions.

## Histoire
La première participation de la Tunisie date de 1959. Elle était représentée par cinq athlètes : Mongi Soussi Zarrouki, qui a remporté la seule médaille aux 400 mètres haies, Abdessalem Ben Fredj Darghouth, Sylvain Bitan, Ahmed Ben Salah Boughanem et Ahmed Labidi, qui a déclaré forfait. Lors de l’édition suivante, Gammoudi réalise le doublé aux 5 000 et 10 000 mètres et va récidiver en 1967.
L’athlétisme tunisien a participé à toutes les éditions. Les meilleurs résultats ont été obtenus lors des éditions organisées à Tunis, alors qu’en 1991, les athlètes tunisiens n’ont rien remporté.

## Bilan général
| Édition | Lieu                 | Médaille d'or | Médaille d'argent | Médaille de bronze | Total |
| ------- | -------------------- | ------------- | ----------------- | ------------------ | ----- |
| 1959    | Beyrouth             | 0             | 1                 | 0                  | 1     |
| 1963    | Naples               | 2             | 0                 | 1                  | 3     |
| 1967    | Tunis                | 4             | 7                 | 4                  | 16    |
| 1971    | Split                | 2             | 1                 | 0                  | 3     |
| 1975    | Alger                | 1             | 1                 | 0                  | 2     |
| 1979    | Izmir                | 0             | 2                 | 0                  | 2     |
| 1983    | Casablanca           | 0             | 0                 | 1                  | 1     |
| 1987    | Lattaquié            | 1             | 0                 | 1                  | 2     |
| 1991    | Athènes              | 0             | 0                 | 0                  | 0     |
| 1993    | Languedoc-Roussillon | 0             | 0                 | 2                  | 2     |
| 1997    | Bari                 | 0             | 0                 | 2                  | 2     |
| 2001    | Tunis                | 2             | 2                 | 5                  | 9     |
| 2005    | Almería              | 3             | 1                 | 3                  | 7     |
| 2009    | Pescara              | 2             | 0                 | 2                  | 4     |
| 2013    | Mersin               | 1             | 1                 | 1                  | 3     |
| 2018    | Tarragone            | 0             | 3                 | 1                  | 4     |
| 2022    | Oran                 | 0             | 1                 | 0                  | 1     |
| Total   |                      | 18            | 20                | 23                 | 61    |

## Principaux médaillés
La liste suivante comprend les sportifs ayant remporté au moins une médaille d'or.
| Nom               | Spécialité                    | Médaille d'or | Médaille d'argent | Médaille de bronze | Total |
| Mohammed Gammoudi | 5 000 et 10 000 m             | 4             | 0                 | 0                  | 4     |
| Mansour Guettaya  | 800 et 1 500 m                | 2             | 1                 | 0                  | 3     |
| Fatma Lanouar     | 1 500 m                       | 2             | 0                 | 0                  | 2     |
| Samira Berri      | 800 m (T54)                   | 2             | 0                 | 0                  | 2     |
| Sofiane Labidi    | 400 m et relais 4 x 400 m     | 1             | 1                 | 1                  | 3     |
| Beya Bouabdallah  | Lancer du poids et du javelot | 1             | 1                 | 0                  | 2     |
| Fethi Baccouche   | 3 000 m steeple et 10 000 m   | 1             | 0                 | 1                  | 2     |
| Hatem Ghoula      | 20 km marche                  | 1             | 0                 | 1                  | 2     |
| Jamila Ben Badr   | Lancer du javelot             | 1             | 0                 | 0                  | 1     |
| Abdelkader Zaddem | 10 000 m                      | 1             | 0                 | 0                  | 1     |
| Ahmed Aouadi      | 1 500 m (T54)                 | 1             | 0                 | 0                  | 1     |
| Amor Ben Yahia    | 3 000 m steeple               | 1             | 1                 | 0                  | 2     |